# Roberto Fernández Jaén
Pour les articles homonymes, voir Fernández et Jaén.
Fernández  Jaén est un nom espagnol. Le premier nom de famille, en général paternel, est Fernández ; le second, en général maternel, souvent omis, est Jaén.
Roberto Fernández Jaén, né le 3 juillet 2003 à Puente Genil en Espagne, est un footballeur espagnol qui évolue au poste d'attaquant au RCD Espanyol.

## Biographie

### Carrière en club
Né à Puente Genil dans la province de Cordoue, il est formé au Córdoba CF jusqu’à l’âge de 15 ans. En 2018, il rejoint le centre de formation du Málaga CF. Lors de la saison 2020-2021, il fait partie de l’équipe de Málaga en División de Honor Juvenil et renouvelle, le 4 décembre 2020, son contrat avec le club jusqu’au 30 juillet 2024.
Après avoir effectué la pré-saison à l’été 2021 avec l’équipe première, il fait ses débuts en Segunda División le 16 août face au CD Mirandés, lors d’un match qui se termine sur un match nul (0-0). Six jours plus tard, il marque son premier but contre l’UD Ibiza lors d’un nouveau match nul (2-2). Après avoir disputé 34 matchs durant la saison 2021-2022, il est prêté au FC Barcelona Atlètic, évoluant en Primera Federación, jusqu’en juin 2023. À la fin de son prêt, il retourne au Málaga et contribue, avec 20 buts, à la promotion du club en Segunda División.
À l'été 2024, il est ensuite transféré au SC Braga pour 1,8 million d’euros, plus 1,2 million de bonus et 10% d’une éventuelle future revente. Il ne reste qu’une demi-saison au Portugal avant de revenir en Espagne en janvier 2025, où il est prêté avec option d'achat au RCD Espanyol.

### En sélection
Avec l'équipe d'Espagne espoirs, Fernández dispute en 2024 un match d'éliminatoires du Championnat d'Europe espoirs 2025 face à Malte. Il marque l'un des buts pour une victoire finale six buts à zéro de son équipe.
En juin 2025, il est de nouveau convoqué à l'occasion du tournoi final du Championnat d'Europe espoirs.